# Ялойлутепинская культура
Ялойлутепинская культура — археологическая культура населения Албании Кавказской (Восточное Закавказье).

## Местоположение и периодизация
Местоположение в древности — Албания Кавказская, территориально в настоящее время — в местности Ялойлутепе (Габалинский район Азербайджана).
Культура получила название по одноимённой местности обнаружения.
Время — III—I вв. до н. э.

## Артефакты и их анализ
Культура представлена могильниками, как грунтовыми, так и курганными, а также захоронением останков в кувшинах и сырцовых гробницах.
Останки погребённых — скорченные на боку, рядом с ними обнаружены:
- орудия труда (железные ножи, серпы, каменные зернотёрки, песты и жернова),
- различное оружие (железные кинжалы, наконечники стрел и копий и др.),
- украшения (золотые серьги, бронзовые подвески, фибулы, многочисленные бусы),
- домашняя утварь в виде керамических изделий (кувшины, сосуды на ножках, «чайники» и др.)[1].

Артефакты указывают, что носители этой культуры были земледельцами (в том числе виноделами).